# Pels
 For alternative betydninger, se Pels (flertydig). (Se også artikler, som begynder med Pels)
Pels er den tætte behåring, som nogle pattedyr har. Nogle dyrs pels og skind anvendes til pelsværk, der videreforarbejdes til pelstøj.